# Domo-Farm Frites
L'equip Domo-Farm Frites és un antic equip belga de ciclisme en ruta que va existir durant les temporades 2001 i 2002 i que fou dirigit per Patrick Lefevere.

## Història
L'equip Domo-Farm Frites es va fundar el 2000 de les cendres de l'equip TVM-Farm Frites. També inclou la part belga del Mapei amb el seu cap, Patrick Lefevere i diversos ciclistes, comprès Johan Museeuw. L'equip és especialista en clàssiques flamenques, amb dues victòries a la París-Roubaix, el 2001 amb Knaven i amb Museeuw el 2002. Altres victòries destacades són la París-Tours de 2001 i l'etapa del Tour de França de 2002 amb final al Ventor, ambdues per Richard Virenque. En acabar-se la temporada de 2002 Farm Frites va anunciar que no renovaria el seu patrocini i l'equip es va dissoldre. Una part de l'equip s'uní a l'equip Lotto, amb els patrocinadors Domo i Axel Merckx i, l'altra part s'uní a les restes del Mapei ve també per formar el Quick Step.

## Palmarès

### Clàssiques
- París-Roubaix: 2001 (Servais Knaven); 2002 (Johan Museeuw)
- HEW Cyclassics: 2002 (Johan Museeuw)

### Grans Voltes
- Tour de França. 1 victòria d'etapa: 2002 (Richard Virenque)

### Campionats nacionals
- Campionat de Bèlgica de contrarellotge: 2001 (Leif Hoste)
- Campionat dels Estats Units en ruta: 2001 (Fred Rodriguez)

## Classificacions UCI
Fins al 1998 els equips ciclistes es trobaven classificats dins l'UCI en una única categoria. El 1999 la classificació UCI per equips es dividí entre GSI, GSII i GSIII. D'acord amb aquesta classificació els Grups Esportius I són la primera categoria dels equips ciclistes professionals. La següent classificació estableix la posició de l'equip en finalitzar la temporada.
| Temporada | Classificació per equips | Millor ciclista en la classificació individual |
| --------- | ------------------------ | ---------------------------------------------- |
| 2001      | 10è                      | Romans Vainsteins (12è)                        |
| 2002      | 15è                      | Johan Museeuw (16è)                            |